# مير عبد الشكور المحمود
مير عبد الشكور المحمود (بالإنجليزية: Al Mahmud) أو المحمود اختصارًا (11 يوليو 1936 - 15 فبراير 2019) هو شاعر بنغالي وروائي وكاتب قصة قصيرة.
تميز انتاجه الأدبي باستخدام العديد من اللهجات المحلية. في الخمسينات كتب عن القمع السياسي والنضال ضد حكومة باكستان الغربية. وحصل على جائزة إيكوشي باداك عام 1987 ثاني أرفع جائزة من الدولة في بنغلاديش.